# Pallavolo ai Giochi della XXXI Olimpiade - Convocazioni alle qualificazioni al torneo maschile (FIVB - girone B)
Elenco delle giocatrici convocate per le qualificazioni mondiali di Giochi della XXXI Olimpiade (girone B).

## Algeria
| N° | Nome                 | Ruolo | Data di nascita   | Squadra            |
| -- | -------------------- | ----- | ----------------- | ------------------ |
| -  | Mouloud Ikhedji      | All   | 29 gennaio 1960   | -                  |
| 1  | Ilyas Achouri        | L     | 26 febbraio 1987  | Sétifienne         |
| 2  | Bouyoucef Sofiane    | C     | 7 gennaio 1995    | NC Béjaïa          |
| 3  | Amir Kerboua         | P     | 16 luglio 1992    | USM Blida          |
| 4  | Houcine Houache      | C     | 17 dicembre 1990  | EF Aïn Azel        |
| 5  | Khaled Kessai        | P     | 17 settembre 1985 | MB Béjaïa          |
| 6  | Mohamed Oumessad     | C     | 22 dicembre 1986  | NR Bordj           |
| 7  | Ayyoub Dekkiche      | S     | 9 aprile 1990     | Sétifienne         |
| 8  | Ikken Boudjemaa      | S     | 20 gennaio 1996   | JSB Ighram         |
| 12 | Akram Dekkiche       | S/O   | 12 gennaio 1995   | PO Chlef           |
| 13 | Siefeddine Benmehena | C     | 2 marzo 1994      | Olympique El Kseur |
| 15 | Abi Oualid           | L     | 23 ottobre 1993   | OM Melia           |
| 16 | Islam Cherchali      | S/O   | 2 giugno 1994     | Nadi Médéa         |
| 17 | Bouadi Ishaq         | S/O   | 2 marzo 1996      | EF Aïn Azel        |
| 19 | Soufiane Hosni       | S     | 28 aprile 1992    | GSP Algeri         |

## Cile
| N° | Nome                | Ruolo | Data di nascita   | Squadra             |
| -- | ------------------- | ----- | ----------------- | ------------------- |
| -  | Daniel Nejamkin     | All   | 29 gennaio 1960   | -                   |
| 1  | Simón Guerra        | C     | 19 gennaio 1996   | Alianza Jesús María |
| 2  | Aarón Reyes         | L     | 22 luglio 1986    | Providencia         |
| 3  | Gabriel Araya       | C     | 11 giugno 1995    | Linares             |
| 4  | Tomás Parraguirre   | O     | 1º marzo 1991     | St. Thomas Morus    |
| 5  | Matías Parraguirre  | S     | 2 luglio 1987     | St. Thomas Morus    |
| 6  | Rafael Grimalt      | P     | 15 settembre 1986 | Linares             |
| 7  | Cristopher Baeza    | S     | 21 dicembre 1995  | Linares             |
| 8  | Dusan Bader         | C     | 16 novembre 1991  | St. Thomas Morus    |
| 9  | Dušan Bonačić       | S     | 19 luglio 1995    | Ciudad              |
| 11 | Vicente Parraguirre | S     | 14 ottobre 1994   | Cile                |
| 14 | Estebán Villarreal  | P     | 1º agosto 1997    | Cile                |
| 15 | Sebastián Castillo  | L     | 19 novembre 1995  | Cile                |
| 16 | Sebastian Díaz      | O     | 25 maggio 1999    | Cile                |
| 19 | Matias Banda        | P     | 5 settembre 1995  | Linares             |

## Messico
| N° | Nome            | Ruolo | Data di nascita   | Squadra              |
| -- | --------------- | ----- | ----------------- | -------------------- |
| -  | Jorge Azair     | All   | -                 | -                    |
| 1  | Daniel Vargas   | S/O   | 1º settembre 1986 | Raision Loimu        |
| 2  | Iván Márquez    | S/O   | 2 gennaio 1992    | Nuevo León           |
| 4  | Gonzalo Ruiz    | S     | 24 aprile 1988    | Ferrocarrileros IMSS |
| 5  | Jesús Rangel    | L     | 20 settembre 1980 | Nuevo León           |
| 6  | Jesús Perales   | P     | 22 dicembre 1993  | Nuevo León           |
| 7  | Jorge Quiñones  | S     | 13 novembre 1981  | Guanajuato           |
| 9  | Carlos Guerra   | S     | 3 agosto 1981     | Chênois              |
| 10 | Pedro Rangel    | P     | 16 settembre 1988 | Nuevo León           |
| 11 | Jorge Barajas   | S     | 7 maggio 1991     | Colima               |
| 13 | Samuel Córdova  | C     | 13 marzo 1989     | Baja California      |
| 14 | Tomás Aguilera  | C     | 15 novembre 1988  | Chihuahua            |
| 17 | Néstor Orellana | S/O   | 7 gennaio 1992    | Nuevo León           |
| 19 | José Mendoza    | L     | 31 maggio 1993    | Jalisco              |
| 21 | José Martínez   | C     | 23 gennaio 1993   | Guanajuato           |

## Tunisia
| N° | Nome               | Ruolo | Data di nascita   | Squadra              |
| -- | ------------------ | ----- | ----------------- | -------------------- |
| -  | Fethi Mkaouar      | All   | -                 | -                    |
| 1  | Tayeb Korbosli     | L     | 5 giugno 1993     | Olympique de Kélibia |
| 2  | Ahmed Kadhi        | C     | 19 aprile 1989    | Étoile du Sahel      |
| 3  | Elyes Garfi        | S     | 8 giugno 1993     | Espérance de Tunis   |
| 6  | Mohamed Miladi     | S     | 12 maggio 1991    | Espérance de Tunis   |
| 7  | Ilyès Karamosli    | S     | 22 agosto 1989    | Espérance de Tunis   |
| 9  | Mehdi Ben Cheikh   | P     | 13 maggio 1979    | Espérance de Tunis   |
| 10 | Hamza Nagga        | S/O   | 29 maggio 1990    | Étoile du Sahel      |
| 11 | Ismaïl Moalla      | S     | 30 gennaio 1990   | Zamalek              |
| 12 | Anouer Taouerghi   | L     | 17 agosto 1983    | Étoile du Sahel      |
| 15 | Hichem Kaâbi       | S/O   | 13 settembre 1986 | Espérance de Tunis   |
| 16 | Khaled Ben Slimene | P     | 14 dicembre 1994  | Olympique de Kélibia |
| 17 | Chokri Jouini      | S     | 25 aprile 1989    | Espérance de Tunis   |
| 19 | Mohamed Ayech      | S     | 31 marzo 1991     | Étoile du Sahel      |
| 20 | Omar Agrebi        | C     | 26 agosto 1992    | Sfaxien              |